# Flavia Maxima Constantia
Flavia Maxima Constantia, född 361 eller 362, död 383, var en romersk kejsarinna, gift med kejsar Gratianus.
Hon var dotter till Constantius II och Faustina. 
Åren 365–366 användes hon och hennes mor som propagandaredskap av upprorsledaren Procopius, som tog dem med på sitt fälttåg. Han avrättades 366, och hennes mor nämns inte efter detta. Själv fördes hon till Rom 374 för att gifta sig med Gratianus och tillfångatogs nästan av sarmater på vägen. År 375 befann hon sig med maken i Trier.